# Airnorth
Airnorth est une compagnie aérienne australienne basée à Darwin.

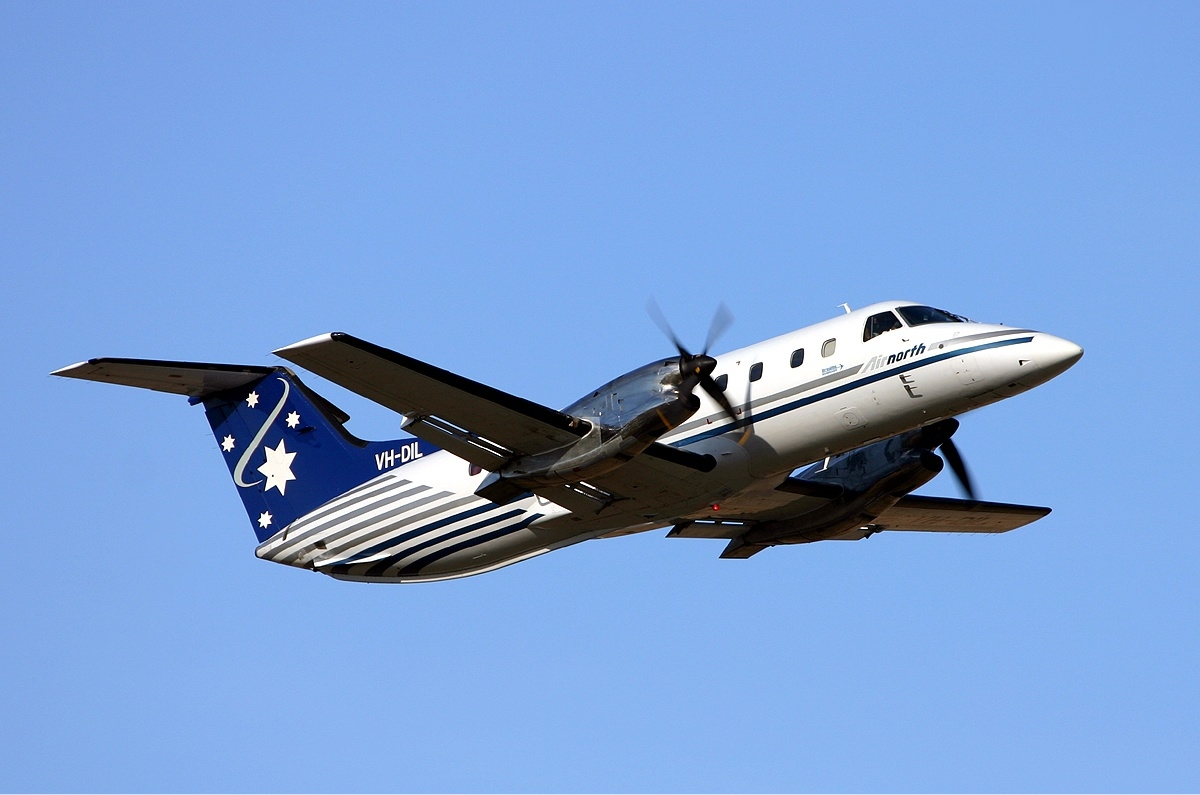
Airnorth Embraer EMB-120 à l'aéroport international de Adélaïde en 2005

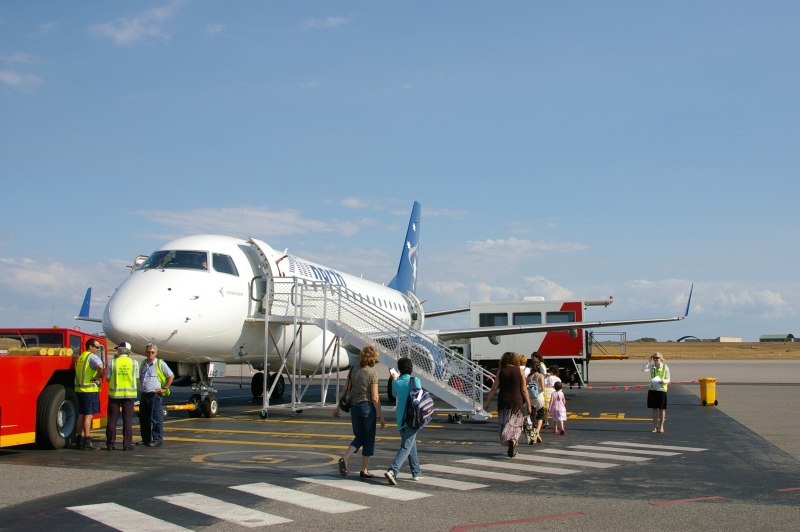
Embraer 170 de Airnorth à Darwin